# Labullinyphia
Labullinyphia là một chi nhện trong họ Linyphiidae.